# Натюрморт з артишоками, квітами і скляними посудинами
«Натюрморт з артишоками, квітами і скляними посудинами» (ісп. Bodegón con alcachofas, flores y recipientes de vidrio) — картина іспанського живописця Хуана ван дер Амена (1596—1631). Зберігається у колекції музею Прадо у відділі натюрмортів початку XVII століття.

## Передмова
Консервативні іспанські майстри довго перебували в полоні готичних, середньовічних за змістом і формою, художніх образів. Великий вплив на художників країни мали твори саме фламандців (Рогіра ван дер Вейдена, Мемлінга, Антоніса Мора), адже Південні Нідерланди і Фландрія довгий час були під владою іспанських королів. Лише у XVI столітті посилені контакти з майстрами Італії посилили і впливи мистецтва італійських майстрів. 
Але іспанські королі довгий час купували картини фламандців чи запрошували їх працювати в Іспанію. Фламандцем за походженням був і Хуан ван дер Хамен (1596—1631), син фламандця-військового та матері з шляхетної іспанської родини. Родина перебралась на житло у Мадрид. Хуан розпочав художню кап'єру і став серед перших пропагувати в столиці жанр натюрморту, вже добре відомий у Фландрії та в Голландії.
Хуан ван дер Хамен малював алегорії («Шанування Весни»), жанрові композиції («Торговець рибою»), іноді портрети, натюрморти з квітами.

## Опис твору
Серед останніх — «Натюрморт з артишоками, весняними квітами і скляними вазами» серед найкращих. «Персонажів» натюрморту розміщено на штучних утвореннях, що дають привабливу трикутну композицію. Як і всі фламандці, Хамен точно відтворює речі і квіти. Фламандські митці довго зберігали орієнтацію на аристократичні смаки багатих замовників. Все це притаманно і творам Хуана ван дер Хамен і Леону, що натуралізувався в Іспанії й узяв частину прізвища своєї іспанської матері (Гомес і Леон)
Фахівці відразу впізнають в картині уславлене скло Венеції, а ботаніки — садові півники, бульдонеж, тюльпани, садовий артишок. Порожній правий кут композиції спонукав художника розмістити там вишукані скляні вази без усяких квітів. Композиція добре врівноважена і зовсім не захаращена зайвими об'єктами, як це часто траплялось в барокових натюрмортах італійців, художників-фламандців з Антверпена, в іспанців доби пізнього бароко. А темне тло картини лише підкреслило високі декоративні якості полотна художника.